# 暴坊將軍
《暴坊將軍》（暴れん坊将軍）為朝日電視台從1978年至2008年為止所播出的時代劇系列，由東映製作，全系列的主角皆由松平健演出，亦有舞台劇。

## 概要
12部系列加上最終回特別篇、復活特別篇的播放集數合計832集，同一位演員所飾演的單一連續劇排名僅次於同為長壽節目的《錢形平次》之888集，其為大川橋藏所演出。

### 故事基本流程
江戶幕府第八代將軍德川吉宗以貧窮旗本三男—德田新之助的身份行走市井，並剷除橫行社會惡勢力的勸善懲惡故事。
化身為德田新之助跑到大街上的吉宗，和讓其當食客的町消防隊滅火組組長辰五郎、滅火組隊員、南町奉行大岡忠相、公儀御樣御用（後為浪人）山田朝右衛門、吉宗之母由利等人相互協助，及指派男女二人的御庭番（各系列劇集中男女御庭番名字請參閱下列劇集演員表）進行搜查任務，幫助被惡勢力欺壓的市井小民們並瞭解其緣由，隨後掌握歹人們作惡的證據。
最後再到達幕後主使人的宅邸等處（有場景是良民被押到宅邸快被斬殺時及時丟擲寫有正義的飛扇阻止；亦有被斬殺完的來遲一步的情況），對反派進行制裁。
吉宗到達幕後主使人的宅邸後進入整齣戲的最高潮，基本上會以下述類型展開：
1. 絕大部分的場合是在戲劇結尾的夜晚，企圖從權力鬥爭中晉升至幕政核心而作惡多端的高階幕臣；策劃掌握各藩實權或中飽私囊而無惡不作的江戶留守居役之高級陪臣；貪污中負責行賄的惡德商人等類的宅邸，當眾人正聚在一起商量壞事或將無辜的受害者強行殺害時投擲扇子等物品，或是從暗處傳來「此等壞事，我是不會允許的」、「你們這些傢伙的詭計就只到今晚為止了」、「那些陰謀果真能順利進行嗎？」、「很不幸，這個計劃註定不能完成了」等回音來引起眾人的注意，隨後現身的吉宗就會一一列舉反派們的罪狀。
2. 有一部份的惡德商人或武士管家會脫口而出：「你是那時的浪人」、「上次妨礙我們的就是這傢伙」、「德田新之助」、「你就是德田新之助」、「你不是德田新之助嗎？」。
3. 也有一部份的惡德商人或武士會說出：「你這無業遊民胡扯什麼」、「胡說什麼」、「你這傢伙是什麼人」、「誰呀你這傢伙」、「你是什麼東西」、「不過是個浪人，你可知這是誰的宅邸！這裡可是（依據情況）xx的宅邸啊！」、「胡說什麼，貧窮旗本」、「咦，這張臉好像在哪看過」等台詞，而吉宗就會大喝：「愚蠢之人（傻瓜）！忘記余之容顏了嗎？」、「忘記主人之容顏了嗎？」、「忘記我的長相了嗎？」、「看清楚我的長相！」、「你應該不會忘記我的長相吧？」等，壞人這才注意到並紛紛跪拜在地；少數敏銳的幕後人會在吉宗大喝之前（偶而會在更早之前，初期大多是這模式）就發現來者身份而說出：「（根據場合而有：你說余，莫非、什麼）……將軍大人！」、「將軍大人……」、「誠惶誠恐。」等情況。在此時，不會有如《水戶黃門》那般在武打場面中途亮出帶有家徽的印盒等「表明身份」的物品，大多是在打起來前追問「想起我的容顏了嗎」；也有幾回在幕府直轄的領地內登場時會直接報上自己是八代將軍吉宗的情況。雖然在進入殺陣時會炫耀刀身根部的三葉葵家徽（把刀背轉回來的片段），但始終都是在證明身份（讓對方領悟）之後。
※有少數情況會由大岡或朝右衛門或御庭番或爺來大喝：
  - 御庭番

  - 「頭抬太高了！不知道在你們面前的大人是何方神聖嗎？」
  - 「你可知這位大人是誰嗎！」
  - 「眼前這位是將軍大人」

  - 大岡

  - 「愚蠢的傢伙！忘記將軍大人之容顏了嗎？」
  - 「愚蠢之人！忘記這位大人的容顏了嗎？」

  - 朝右衛門

  - 「還不明白這位大人是何方神聖？」

  - 爺

  - 「退下！這位可是將軍大人」

此外，也有惡徒中皆不知吉宗長相的情況。
※另外也有少數場景是吉宗身著德川之三葉葵家徽的胴服與佩帶將軍御刀，前來制裁惡徒。

1. 吉宗舉出罪狀後會道：「速速切腹謝罪吧」，（其他也有「代替上天來懲罰你」、「只能制裁你了」、「代替天下萬民來制裁你」、「就地切腹吧」、「你就果斷地認罪吧」、「你只能速速切腹謝罪了」等台詞）來逼迫，這時壞人們就會突然正言厲色起而反抗吉宗，開始進入武打場面。
反派正言厲色的台詞會有如下模式：
  - 否認眼前人物是吉宗的模式：

  - 「將軍大人不可能會來這種地方（如此場合）」
  - 「這傢伙恐怕是冒充將軍大人之名的不肖之徒（冒牌貨）」
  - 「這傢伙不是將軍大人」、「我忘了將軍大人的容顏了」等等。

  - 反叛模式：

  - 「就算是將軍大人也沒關係」、「將軍大人，我們要對付你」、「將軍大人，請納命來吧」、「死在這裡的不過是德田新之助」
  - 「第八代將軍也到此為止了」、「胡說什麼吉宗，你出現得正是時候啊」、「飛蛾撲火」（飛んで火に入る夏の虫）等等。
  - 「吉宗的首級將獻給宗春公大人」（主使者是尾張藩相關人員的情況）
  - 「已經沒必要遵從將軍大人的命令了」
  - 「就算是將軍大人，也只好取了他的性命了」
  - 「要切腹的並非在下，而是將軍大人」
  - 「誰要乖乖切腹謝罪啊」
  - 「反正原本就打算取將軍大人的性命了」

  - 其他模式：

  - 「就讓我們光榮地死得像個惡徒吧」、「若無我們這些幕閣（幕臣、幕客）又哪來將軍大人呢」
  - 「那麼做的話，身敗名裂的會是我們」、「被免官就已經算死一次了」
  - 「事已至此，乾脆一不做二不休」
2. 當反派集結手下時幾乎都會發出下述命令：
  - 「這傢伙是冒充將軍大人之名的不肖之徒，把他給我殺了」（有時也會只說「通通給我殺了」）、「不能讓這傢伙活著離開這裡」
  - 「殺了這傢伙」、「他是來**宅邸偷錢的，給我殺了」
3. 武打場面是此節目最大的高潮，吉宗將刀背轉過來應戰時會有「鏗鏘」的音效配合，並播放由主題曲編排而成的武打場面背景音樂「IIII-43」，吉宗和御庭番的2人共同與惡徒打鬥，有時候也會加入大岡或朝右衛門或客串演出的武士等。吉宗與大岡雖用刀背應戰，但御庭番的兩人則完全是用刀刃砍殺（尤其是對付該事件殺人兇手，另外上位者不輕易用切捨御免的上意討）。
4. 事件的幕後主謀會在吉宗的一句：「成敗」（中譯：制裁）後被御庭番斬殺，但有時的成敗特別會由吉宗親身手刃（初期時就是轉回刀刃來制裁，場景有：陰謀天皇、德川家的首惡，吉宗的大義滅親，更甚至吉宗對死者際遇感到悲憤而親身制裁），或大岡或山田朝右衛門或參戰的武士、或是親人慘遭惡徒殺害之遺族以報仇雪恨的形式；另有極少數被逼到窮途末路的主謀等（特別是幕臣裡身為老中、陪臣的江戶家老等身份高貴人士）會自行切腹；其他必須交由町奉行裁決的惡徒會留活口讓大岡逮捕。而遭到制裁的幕後主謀們，會對外發表為急病去世或是為事件負責而切腹的形式來處理。

制裁惡徒後基本上就是快樂的結局，但故事內容並不僅有快樂結局，也會有留下傷痛的悲傷結局、鬼怪故事、彗星隕石墜落的題材、吉宗為宿醉所苦等等，內容相當精采多變。

### 冷知識

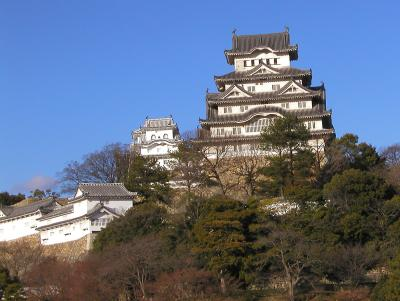
拍攝吉宗的姬路城

- 新之助為吉宗的小名；但在歷史上的姓氏是得田而非德田，因小時候曾被送去家臣的得田家當養子，並在元服那年自稱新之助。
- 吉宗行走市井，無非是要親自調查案件，而另一方面也是因為喜歡庶民的生活與人情、大街上的熱鬧氣氛。歷史上的吉宗並非嫡子，生母的家世也相當卑微，因此少年時代被養育在家臣家裡，劇中與庶民有許多來往的設定可能也是由此而來。
- 滅火組裡只有組長的辰五郎知道新之助的真面目，此設定是以第15代將軍德川慶喜與新門辰五郎相當親近為範本。
- 在辰五郎還是滅火組頭目的時代，有飾演辰五郎的北島三郎因行程無法配合才沒有辰五郎登場的說法，此時的設定就會變成到上方（大阪）出差。
- 辰五郎在滅火前是從事木工的工作。另外，據說目組是江戶第一個町消防隊。
- 新之助為吉宗的身份只有滅火組的頭目知道，後來成為組長的長次郎與榮五郎亦是因辰五郎的告知才知曉。
- 市井中知道新之助即為吉宗的人，除了滅火組頭目外就只有山田朝右衛門。
- 吉宗的生母由利夫人，因拒絕在城堡內生活才住在江戶的郊外，既沒出家也沒在世俗中修行（歷史上的由利夫人在吉宗就任將軍前就已出家，法號淨圓院，並居住在江戶城內的庵院）。
- 被吉宗稱為爺並相當親近的側用人在吉宗少年時代就擔任其教育一職，對吉宗而言有如親人般值得信賴。然而，卻對吉宗沒有妻室與時常徘徊大街的事情沒有好感而屢次發牢騷（吉宗總是充耳不聞）；另，在市井中爺都會自稱為「新之助的叔父」。（但因長得不像，也曾被看穿並非真正的叔父。），在戲劇中，這個側用人的武術水平並不太高，所以在戲劇中爺動武的機會幾乎沒有，僅有的數次是大多以威勢扼退無理的人，有時使用棒子打人（不過情形很少，都是被敵人反殺居多。）
- 根據系列，在吉宗就任將軍後會有成為紀州藩主的德川宗直登場。
- 上至若年寄、老中、勘定奉行、寺社奉行、側用人、勘定吟味役、北町奉行、佐渡奉行、長崎奉行、關東郡代、火付盜賊改方、大番頭、大目付、地方上代官之類的幕閣或幕府的官吏們（包括被吉宗或忠相所罷免的前官吏），下至旗本、旗本的用人、與力、商人、醫師、或大名（主要是譜代大名）、大名的江戶、國家老、大名的兄弟或親戚、江戶留守居役、公家、浪人、僧侶、大奧等都有惡徒登場。而根據系列，會有尾張藩主德川宗春以競爭對手的身份登場。
- 會用刀背砍是源於身份高貴之人不該殺生的觀念，但即使是用刀背，偶而也會有敵人被砍到而頭破血流的情形。
- 根據統計，將軍大人1集平均會打倒35人；而到831集為止被將軍大人打倒的人數約29,000人。在後期的作品中，部分使用真刀迸出火花的片段、武打場面或制裁惡徒的片段會用慢鏡頭播放。
- 在片頭中可以看到吉宗騎著白馬在海濱奔馳而過的影像（也有用富士山做背景），而拍攝地點並非海邊而是在京都的大澤池。
- 曾有位工作人員應雜誌取材被問及：「都制裁這麼多幕府要員了，將軍的身份難道都不會被市民或其他家臣發現嗎？」，據說工作人員的回答是：「我希望能當作沒問過這個問題。」

## 系列作品

### 吉宗評判記 暴坊將軍（通稱：I）
1978年1月7日－1982年5月1日 共207集
固定班底：
- 德川吉宗（德田新之助）：松平健
- 南町奉行·大岡忠相：橫內正
- 御側御用取次·加納五郎左衛門：有島一郎
- 滅火組（目組）組長·辰五郎：北島三郎
- 辰五郎妻·阿歲：春川真澄
- 滅火組小組長·源三：園田裕久
- 滅火組小組長·龍虎：龍虎（由32集開始）
- 滅火組小伙子·阿常：阿波地大輔
- 滅火組小伙子·阿鐵：井上茂
- 滅火組小伙子·阿久：古崎弘一
- 辰五郎妹·阿町：岐邑美沙子
- 御庭番·藪田助八：宮內洋（第87集以前）
- 御庭番·大月半藏：和崎俊哉（第88集以後）
- 御庭番·阿園：夏樹陽子
- 山下幸內：濱田賢吉
- 山田朝右衛門：栗塚旭（準班底）
- 尾張大納言宗春：中尾彬（準班底）
- 吉宗生母·由利夫人：丹阿彌谷津子（第四集）；中村玉緒（準班底）
- 紀州屋·奈津：美空雲雀（準班底）
- 旁白：若山弦藏

內容

當時的暴坊將軍並非常規電視劇，僅是70－80年代時代劇風潮下的一部作品，原本應該會隨著風潮退去而結束，關於這點演員也有談到（從作品名稱也可看出），也因此，內容方面與其他系列有許多相異點，例如惡徒並非人多勢眾，僅有2人等、也沒有武打場面；從中段開始才固定成現在的模式。龍虎從中途登場；朝右衛門當初自稱為一色十郎太，剛開始也不知道德田新之助的真實身份；第3集滅火組（目組）誕生；和系列II一樣武打曲目有兩種。飾演大月半藏的和崎俊哉曾於系列初期客串，退出御庭番的角色後也客串演出劇中的好人或壞蛋。系列一的集數為全系列之冠。
本作品關於尾張藩主宗春的設定方面，與史實相異的有：

1. 比吉宗年長→其實比他小12歲。（吉宗1684年生；宗春1696年生）
2. 官職為大納言→實際為權中納言。
3. 與吉宗爭奪將軍之位退敗→實際爭奪的為宗春之兄前尾張藩主繼友，宗春的「宗」字由吉宗的名字而來。

### 暴坊將軍II
1983年3月5日－1987年3月7日 共191集（累計398集）
固定班底：
- 德川吉宗（德田新之助）：松平健
- 南町奉行·大岡忠相：橫內正
- 御側御用取次·加納五郎左衛門：有島一郎
- 滅火組組長·辰五郎：北島三郎
- 辰五郎妻·阿歲：春川真澄
- 津川文之進：堤大二郎（演至第33話）
- 親方・龍虎：龍虎（在V會以相同角色客串演出）
- 滅火組小組長·源三：園田裕久（至中盤為止）
- 滅火組小伙子·阿常：阿波地大輔
- 滅火組小伙子·阿鐵：井上茂
- 滅火組小伙子·阿久：古崎弘一
- 辰五郎妹·阿町：岐邑美沙子
- 御庭番·木葉才藏：荒木茂
- 御庭番·狹霧：朝加真由美
- 尾張大納言宗春：中尾彬（準班底）
- 吉宗生母·由利夫人：中村玉緒（準班底）
- 旁白：若山弦藏

內容

此時的暴坊將軍大致已固定為現在的模式。園田裕久於中段退出；第124集的尾張大納言宗春由成田三樹夫出演；片頭曲的映像與音樂更新。和主題無關的是I與II的松平健臉型/體格完全不同，同時演技也擺脫了不熟練與台詞生硬的缺點。

### 暴坊將軍III
1988年1月9日－1990年9月29日 共129集（累計527集）
固定班底：
- 德川吉宗（德田新之助）：松平健
- 南町奉行·大岡忠相：橫內正
- 御側御用取次·田之倉孫兵衛：船越英二
- 滅火組組長·辰五郎：北島三郎
- 辰五郎妻·阿歲：淺茅阳子
- 滅火組小組長·半次郎：佐藤B作
- 滅火組小伙子·才次：真砂皓太
- 滅火組小伙子·常吉：白井滋郎
- 滅火組小伙子·虎造：和泉史郎（至76集為止）
- 滅火組小伙子·伊助：齊藤弘勝
- 滅火組小伙子·六太：原亮介
- 滅火組小伙子·源八：大石原吾（由77集開始）
- 辰五郎姪女·千代：田中綾子
- 辰五郎家雇傭·阿春：山本真由美
- 半次郎妹兼醫師見習生·阿葉：伊藤司
- 御庭番·左源太：三木清隆（至57集為止）
- 御庭番·才三：五代高之（由57集開始）
- 御庭番·疾風：菅野玲子（至76集為止）
- 御庭番·小梢：高島禮子（由77集開始）
- 小石川養生所醫師·足立弦石：河合絃司（準班底）
- 山田朝右衛門：栗塚旭（準班底）
- 尾張大納言宗春：中尾彬（準班底）
- 吉宗生母·由利夫人：中村玉緒（準班底）
- 旁白：若山弦藏

內容

從本系列開始設定大幅改變、演員也做了替換。主要演員方面，在II結束後逝世的有島一郎所飾演的爺一角換成船越英二；阿歲由春川真澄換成淺茅阳子；滅火組的小組長與小伙子們全都換角。朝右衛門的設定回復原狀，從55集開始加入，並在系列最後成為浪人；在當時還未出名的高島禮子從77集開始演出御庭番。樂曲與作品的音質也做了改變，武打場面的主題曲在系列中段由原來的兩首變成現在的一首，並持續到最後一集。滅火組的小組長由2人變成1人，固定班底人數為歷代最多。
在III第97集的第500回特別篇「将軍琉球へ渡る 天下分け目の決闘」中曾在I、II系列主演過的演員會出來分別飾演其他角色，而且I、II、III歷代所有的御庭番皆會演出，演出人員如下：「留美-柏原芳恵、結城一真-勝野洋、鏑木軍兵衛-大門正明、金城貢-沢竜二、奈美-栗田陽子、島津繼豐-御木本伸介、二階堂-亀石征一郎、山本紀彦、黒田兵部-滝田裕介、清水まゆみ、佐藤京一、宇津井：中田博久、立原博、牧冬吉、小山晃司、足立玄石-河合絃司、橋本尚友、浜伸二、糸洲勝子、疋田秦盛、大河内廣太郎、五十嵐秀樹、奔田陵、西村正樹、志茂山高也、加藤重樹、森山陽介、村瀬領、上野秀年、山田永二、司裕介、浅見いく子、田辺ひとみ、鈴川法子、（友情出演）春川ますみ、龍虎、薮田助八-宮内洋、おその-夏樹陽子、大月半蔵-和崎俊哉、木葉才蔵-荒木しげる、倉地左源太-三ツ木清隆、疾風-菅野玲子、園田裕久、阿波地大輔、井上茂、谷崎弘一、尾張大納言宗春-中尾彬、水戸綱條-長門裕之」。
在III第106集「激闘! 大阪城、吉宗に挑む豊臣一族!」特別篇中則是設計身為豐臣秀賴後裔的商人桐屋結合朝廷使臣再次挑戰德川幕府政權的戲碼，演出人員有:「お雪：三田寛子、桐屋伊吉：太川陽介、お律：速川明子、茜：芹沢直美、西村小弥太：石井哉、小野進也、平泉成、浜田晃、佐藤蛾次郎、レッツゴーじゅん、伊藤高、野口貴史、中島俊一、木島幸、立花山城守：五味龍太郎、石倉英彦、徳田興人、福本清三、五十嵐義弘、有島淳平、宮城幸生、峰蘭太郎、藤長照夫、和歌林三津江、金森かおり、堀田明美、江川悦子、藤間勘聡次、酒井雅代、斉藤リカ、米倉淡路守：横光克彦、德川宗直：佐久田修、桐屋伊右衛門：織本順吉」。
III登場的歷史人物有近松門左衛門（織本順吉）、青木昆陽（益岡徹）、成瀨正幸（石山輝夫）、水野忠之、水野中恒、毛利師就。另外，山本讓二飾演一名對辰五郎懷恨在心的角色。在第57集左源太殉職。

### 暴坊將軍IV
1991年4月6日－1992年9月26日 共74集（累計601集）
固定班底：
- 德川吉宗（德田新之助）：松平健
- 南町奉行·大岡忠相：橫內正
- 御側御用取次·田之倉孫兵衛：船越英二
- 滅火組組長·辰五郎：北島三郎
- 辰五郎妻·阿歲：淺茅阳子
- 滅火組小組長·紋次郎：渡邊篤史
- 滅火組小伙子·才次：真砂皓太
- 滅火組小伙子·常吉：白井滋郎
- 滅火組小伙子·伊助：齊藤弘勝
- 滅火組小伙子·六太：原亮介
- 滅火組小伙子·源八：大石原吾
- 辰五郎姪女·千代：田中綾子
- 辰五郎家雇傭·阿春：山本真由美
- 醫師見習生·阿葉：伊藤司
- 御庭番·才三：五代高之
- 御庭番·茜：入江麻友子
- 小石川養生所醫師·足立弦石：河合絃司（準班底）
- 山田朝右衛門：栗塚旭（準班底）
- 尾張大納言宗春：中尾彬（準班底）
- 吉宗生母·由利夫人：中村玉緒（準班底）
- 旁白：若山弦藏

### 暴坊將軍V
1993年4月3日－1994年3月26日 共44集（累計645集）
固定班底：
- 德川吉宗（德田新之助）：松平健
- 南町奉行·大岡忠相：橫內正
- 御側御用取次·田之倉孫兵衛：船越英二
- 滅火組組長·辰五郎：北島三郎
- 辰五郎妻·阿歲：淺茅阳子
- 滅火組小組長·安次郎：小野泰
- 滅火組小伙子·源次：真砂皓太
- 滅火組小伙子·常吉：白井滋郎
- 滅火組小伙子·伊助：齊藤弘勝
- 滅火組小伙子·綱八：嶋廣史
- 辰五郎姪女·千代：田中綾子
- 辰五郎家雇傭·阿鶴：周榮良美
- 醫師見習生·阿葉：伊藤司
- 御庭番·才三：五代高之
- 御庭番·小茜：入江麻友子
- 小石川養生所醫師·足立弦石：河合絃司（準班底）
- 山田朝右衛門：栗塚旭（準班底）
- 尾張大納言宗春：中尾彬（準班底）
- 吉宗生母·由利夫人：中村玉緒（準班底）
- 旁白：若山弦藏

內容

滅火組小組長換成小野泰；辰五郎家雇傭由山本真由美的飾演阿春換成由周榮良美飾演的阿鶴；滅火組小伙子才次改名為源次。在本系列中會出現的歷史人物為水野和泉守忠之（大出俊）、真田伊豆守幸道（大木吾郎）、津輕土佐守信壽、神尾春央（深江章喜）。

### 暴坊將軍VI
1994年10月8日－1996年1月20日 共51集（累計696集）
固定班底：
- 德川吉宗（德田新之助）：松平健
- 南町奉行·大岡忠相：橫內正
- 御側御用取次·田之倉孫兵衛：船越英二
- 滅火組組長·辰五郎：北島三郎
- 辰五郎妻·阿歲：坂口良子
- 滅火組小組長·卯之吉：三遊亭樂太郎
- 滅火組小伙子·才次：真砂皓太
- 滅火組小伙子·常吉：白井滋郎
- 滅火組小伙子·平凡：角卷信彥
- 辰五郎姪女·千代：田中綾子
- 辰五郎家雇傭·阿狩：秦由圭
- 御庭番·速水左平次：若松俊秀
- 御庭番·小雪：安藤晃子
- 小石川養生所醫師·野野村恭介：新田純一
- 山田朝右衛門：栗塚旭（準班底）
- 尾張大納言宗春：中尾彬（準班底）
- 吉宗生母·由利夫人：中村玉緒（準班底）
- 旁白：若山弦藏

內容

阿歲一角改為坂口良子飾演；小組長換成三遊亭樂太郎（即六代目三遊亭円樂）。飾演小組長卯之吉的樂太郎為落語家（單口相聲藝人）之故，因此在卯之吉的口才方面有巧妙的設定，並在變裝與小戲劇方面屢次協助吉宗。片頭又換回吉宗騎著白馬從海濱的沙灘上奔馳而過；片尾的映像則是描寫固定班底眾人的日常生活。到系列V為止名字都列在片尾的山田朝右衛門從本系列開始改放在片頭的演員名單。往後會成為御庭番的東風平千香、大森貴人、池谷太郎，以及曾演過御庭番的（一人飾兩角）、入江麻友子等人會客串演出；會出現的歷史人物為新井白石（長門勇）。

### 暴坊將軍VII
1996年7月13日－1997年1月25日 共18集（累計714集）
固定班底：
- 德川吉宗（德田新之助）：松平健
- 南町奉行·大岡忠相：橫內正
- 御側御用取次·田之倉孫兵衛：船越英二
- 滅火組組長·辰五郎：北島三郎
- 辰五郎妻·阿歲：坂口良子
- 滅火組小組長·卯之吉：三遊亭樂太郎
- 滅火組小伙子·才次：真砂皓太
- 滅火組小伙子·常吉：白井滋郎
- 滅火組小伙子·三平：安藤一人
- 辰五郎姪女·千代：田中綾子
- 魚販兼捕快·阿文：生稻晃子
- 御庭番·銅原佐助：池谷太郎
- 御庭番·小雪：安藤晃子
- 山田朝右衛門：栗塚旭（準班底）
- 尾張大納言宗春：中尾彬（準班底）
- 吉宗生母·由利夫人：中村玉緒（準班底）
- 旁白：若山弦藏

內容

系列基本方向和之前相同，增添阿文一角。阿文的父親是被稱為佛祖般的文吉（橋本功）之捕快，在第1集中被捲入尾張藩的陰謀而死於非命，隨後阿文繼承父親的遺志，邊賣魚邊從事捕快的工作。源次的母親阿虎（菅井きん）和卯之吉的父親治助（桂歌丸）均有登場。片頭的映像為吉宗騎白馬從海濱奔馳而過；片尾的映像則以夏季祭典為主題。集數相當少，III以來的劇情路線到此為止。本季是辰五郎的妻子阿岁最后登场的一季。
本系列第2集《江戸怪奇 吉宗魔界を斬る!》因内容问题重播时未播出，现在已经禁播。

### 暴坊將軍VIII
1997年7月12日－1998年3月7日 共22集（累計736集）
固定班底：
- 德川吉宗（德田新之助）：松平健
- 南町奉行·大岡忠相：田村亮
- 御側御用取次·宍戶官兵衛：高島忠夫
- 滅火組組長·長次郎：山本讓二
- 長次郎妻·阿文：生稻晃子（第1集為魚販兼捕快；第2集開始為長次郎妻）
- 滅火組小伙子（等同小組長）·源次：真砂皓太
- 滅火組小伙子·駒三：西川潤
- 滅火組小伙子·忠太：木下通博
- 滅火組小伙子·佐渡吉：田井克幸
- 滅火組小伙子·虎松：福山龍次
- 彥根藩令媛·鶴姬：中村梓
- 鶴姬伯母·月島：長內美那子
- 御庭番·十文字隼人：大森貴人
- 御庭番·菖蒲：大竹一重
- 彥根藩主·井伊直惟：入川保則（準班底）
- 儒學者·室鳩巢：芝本正（準班底）
- 江戶町消防斡旋·辰五郎：北島三郎（準班底）
- 尾張大納言宗春：西岡德馬（準班底）
- 旁白：若山弦藏

內容

演員方面做了大幅更換，大岡一角從I開始飾演了19年的橫內正換成田村亮；同樣也飾演了19年宗春的中尾彬換成西岡德馬；爺一角從III開始飾演了9年的船越英二換成高島忠夫；滅火組小組長、小伙子們除了源次外皆換角；從頭目退位的北島變成準班底。辰五郎的妻子阿岁也没有登场。從本系列開始滅火組頭目由北島的弟子山本演出（北島親自拜託：「能接替自己的只有山本。」），並和前作就開始登場的阿文結為夫婦。本系列最大的特徵是吉宗的未婚妻鶴姬登場一事，隱瞞彥根藩令媛身份出任女大學明德館教授「千鶴」的鶴姬，與隱瞞將軍身份化身為旗本三男的德田新之助，透過整個系列來描寫兩人的戀愛情況（順道一提：吉宗知道千鶴即為鶴姬，鶴姬卻不知道德田新之助即為吉宗）。在第2集的結尾，長次郎由辰五郎那裡得知德田新之助的真實身份，辰五郎並為自己在滅火組頭目時代的無禮行為賠罪。間部詮房（西澤利明）對看了水戶黃門漫遊記後出來旅行的德川光圀之子德川綱條（神山繁）派出刺客行刺，在同一集綱條的兒子徳川宗堯也有出場。片頭與武打場面的主題曲皆重新編排，從本系列開始，片頭片尾播放的演員與工作人員的名單皆改成橫書。本系列的播出結束日為3月7日，恰巧與暴坊將軍II的播出結束日為同一天。

### 暴坊將軍（通稱：IX）
1998年11月7日－1999年9月30日 共38集（累計774集）
固定班底：
- 德川吉宗（德田新之助）：松平健
- 南町奉行·大岡忠相：田村亮
- 御側御用取次·宍戶官兵衛：高島忠夫（至15集為止）
- 御側御用取次·有馬彥右衛門：名古屋章（由16集開始）
- 滅火組組長·長次郎：山本讓二
- 長次郎妻·阿文：生稻晃子
- 滅火組小伙子（等同小組長）·源次：真砂皓太
- 滅火組小伙子·忠太：木下通博
- 滅火組小伙子·佐渡吉：田井克幸
- 滅火組小伙子：神大介
- 長次郎姐、產婆·阿凜：松金米子
- 御庭番·十文字隼人：大森貴人
- 御庭番·臯月：東風平千香
- 江戶町消防總首領·辰五郎：北島三郎（準班底）
- 尾張大納言宗春：西岡德馬（準班底）
- 吉宗生母·由利夫人：中村玉緒（準班底）
- 旁白：若山弦藏

內容

在前一系列扮演關鍵人物鹤姬的演员中村梓引退，因此由她所發展出的劇情一切歸零。目組夫婦等角色皆無變化；長次郎之姐阿凜登場，時常炒熱氣氛（有時是製造麻煩）而讓整部戲更加熱鬧。另外，阿凜偶尔會稱呼吉宗為「新字頭的」（新の字）。從前作開始登場的高島因病退出，改為名古屋所飾演的爺登場，名古屋所扮演的爺嗓門大又冥頑不靈，與高島的心平氣和截然不同。片頭曲為北島三郎所唱，描述吉宗如何從江戶城逃跑，而且從16集開始片頭中的爺由高島換為名古屋，原本高島有跑到庭院，但換角後就無此片段，其他則無多大變化，最後在吉宗射箭的片段中站在現場的仍是高島；本系列沒有片尾；從系列中段開始會先展開一小段劇情後才插入片頭曲。在本系列辰五郎自稱為花川戶辰五郎，但在演員的名單上還是留著辰五郎三字，花川戶名稱的由來是作為辰五郎原型的新門辰五郎於幕府末期定居淺草花川戶之故；在36集會出現辰五郎還身為目組頭目時代的片段。从第31集片尾的对话得知，辰五郎的妻子阿岁应该已经去世。曾為固定班底的三遊亭樂太郎、入江麻友子、田中綾子、宮内洋，和準班底的長内美那子會客串演出，其中樂太郎和北島共同演出；小金澤昇司客串滅火組小伙子千吉，並和北島與山本一起出場。而從本系列開始，暴坊將軍標題上的羅馬數字就沒了。登場的歷史人物有島津繼豐、松平賴渡（西園寺章雄）、小川笙船、西川如見（笹野高史）、關但馬守長廣（榊原利彦）。

### 暴坊將軍（通稱X、第十部）
2000年3月30日－2000年9月14日 共25集（累計799集）
固定班底：
- 德川吉宗（德田新之助）：松平健
- 南町奉行·大岡忠相：田村亮
- 御側御用取次·有馬彥右衛門：名古屋章
- 滅火組組長·長次郎：山本讓二
- 長次郎妻·阿文：生稻晃子
- 滅火組小伙子（等同小組長）·源次：真砂皓太
- 滅火組小伙子·忠太：木下通博
- 滅火組小伙子·佐渡吉：田井克幸
- 滅火組小伙子·簑助：長田昭彥
- 長次郎姐、產婆·阿凜：松金米子
- 大岡姪女·千奈津：松下惠
- 御庭番·十文字隼人：大森貴人
- 御庭番·渚：山口香緒里
- 南町公安·秋月敬之進：森下仁政（準班底）
- 江戶町消防總首領·辰五郎：北島三郎（準班底）
- 尾張大納言宗春：西岡德馬（準班底）
- 吉宗生母·由利夫人：中村玉緒（準班底）
- 旁白：若山弦藏

內容

本系列承襲前作。新角色大岡姪女·千奈津登台演出，千奈津之母（大岡之姐）是為了讓鄉下長大的潑辣女兒學會武家禮節，才讓女兒到大岡身邊奉公。千奈津對於和舅舅稱兄道弟的德田新之助感到可疑，為得知他的真面目會跑去向辰五郎詢問，或從多方面探查。千奈津時常會認為吉宗其實是不良旗本（其中有一集，大岡曾對千奈津表明新之助即為吉宗的事實，然而千奈津卻當笑話看待）。另，在第一集的尾聲阿文懷孕了，身為丈夫的長次郎與阿凜及目組等人皆因此事而充滿了朝氣，阿文在最後一集會平安生個男孩，並且被辰五郎取名為「辰之助」。從本系列開始就沒有片頭及廣告前後的標語；片尾會再次使用北島三郎的歌、加上工作人員名單的跑馬燈，而影像則為戲劇高潮後的劇情發展或吉宗等人的日常生活。

### 暴坊將軍 第800集特別篇
2001年1月11日
由第十部固定班底與辰五郎（北島三郎）演出；前御庭番高島禮子客串演出。
演出人員:
- 德川吉宗（德田新之助）：松平健
- 南町奉行・大岡忠相：田村亮
- 御側御用取次・有馬彦右衛門：名古屋章
- め組組頭・長次郎:山本譲二
- 長次郎妻・おぶん：生稲晃子
- め組若い衆（小頭格）・源次：真砂皓太
- め組若い衆・忠太：木下通博
- め組若い衆・佐渡吉：田井克幸
- め組若い衆・簑助：長田昭彦
- 長次郎姉、産婆・お凛：松金よね子
- 大岡姪・千奈津：松下恵
- 御庭番・十文字隼人：大森貴人
- 御庭番・渚：山口香緒里
- 南町同心・秋月敬之進：森下じんせい
- 江戸町火消総元締・辰五郎：北島三郎（特別主演）
- 吉宗生母・浄円院：中村玉緒（特別主演）
- 浄蓮：山田五十鈴
- 大奥中臈・芳野：高島礼子
- お静：大河内奈々子
- 黒田典膳：遠藤憲一
- 大窪能登守：中田浩二
- 桧垣日向守：小沢象
- 島塚肥前守：峰蘭太郎
- 肥前桜木藩の元藩士・石丸又之丞：福本清三
- 村上十内：石倉英彦
- 富岡惣太郎：尾崎右宗
- 野口俊之助：三上市朗
- 我妻兼一郎：小野寺丈
- 才蔵：関根大学
- 半九郎：李一龍
- 林夏之助：木谷邦臣
- 武田卯之助：原慎一郎
- 広瀬輝光：山田永二
- 柴田：石井洋充
- 天英院：小林泉
- お久：多田幸代
- 志摩：大本麻鈴
- 窪田弘和
- 矢部義章
- 森山陽介
- 岡田和範
- 島田佳子
- 山根誠示
- 江原政一
- 空田浩志
- 高橋弘志
- 浅田祐二
- 西山清孝

### 暴坊將軍（通稱XI）
2001年7月5日－2001年12月17日 共19集（累計819集）
固定班底：
- 德川吉宗（德田新之助）：松平健
- 南町奉行·大岡忠相：田村亮
- 御側御用取次·有馬彥右衛門：名古屋章
- 滅火組組長·榮五郎：松村雄基
- 滅火組小組長·峰次：中野英雄
- 滅火組小伙子·仙太：長田昭彥
- 滅火組小伙子·歲松：上野秀年
- 榮五郎妹·阿杏：石野陽子
- 阿杏之女·小桃：內堀美咲
- 御庭番·十文字隼人：大森貴人
- 御庭番·薊：松永香織
- 南町公安·關前朝之介：真砂皓太
- 江戶町消防總首領·辰五郎：北島三郎（準班底）
- 吉宗生母·由利夫人：中村玉緒（準班底）
- 旁白：若山弦藏

內容

因前系列的演員陣容幾乎全換，許多設定再次歸零。本系列開始的目組頭目換成榮五郎，榮五郎原名榮吉，在第一集「吉宗、炎の生還」劇末吉宗制裁了於「本所三笠町」畫地為王的惡棍——不知火重兵衛以後的尾聲會上任新頭目，並改成模仿辰五郎的名字；在第2集會獲知德田新之助的身份。阿杏的丈夫原是手藝好的木工卻意外身亡（其實是得知雇主的不良勾當被其封口才慘遭殺害），迫使阿杏與女兒小桃投靠兄長（但因榮五郎單身，阿杏又身為人母，所以反而是她在照顧榮五郎）。小組長峰次性格急躁，和同心的關前水火不容、時常吵架。另外，雖然峰次對阿杏著迷，阿杏喜歡的卻是吉宗，因此峰次便視吉宗為情敵。得知德田新之助身份的榮五郎，對不知情的阿杏不會有結果的戀情不知該如何是好。從系列III開始演了13年才次（系列V改名源次）的真砂皓太，這次改演南町同心的關前朝之介；目組小伙子的簑助改名為仙太。北島的歌再次成为片頭曲。最後一集山本讓二客串出演長州藩主毛利吉元。

### 暴坊將軍（通稱XII）
2002年7月8日－2002年9月9日 共10集（累計829集）
與XI固定班底、準班底相同。
內容

接續前系列內容，集數為全系列最少；系列的最後一集播出時間也和平常一樣。

### 暴坊將軍 最終回特別篇
2003年4月7日
XII的固定班底全員演出，辰五郎（北島三郎）除外。
演出人員:
- 德川吉宗（德田新之助）：松平健
- 南町奉行・大岡忠相：田村亮
- 御側御用取次・有馬彦右衛門：名古屋章
- 御庭番・十文字隼人：大森貴人
- 御庭番・薊（あざみ）：松永香織
- め組組頭・栄五郎：松村雄基
- 栄五郎妹・お杏：いしのようこ
- め組小頭・峰次：中野英雄
- 南町同心・関前朝之介：真砂皓太
- め組若い衆・歳松：上野秀年
- め組若い衆・仙太：長田昭彦
- お杏娘・もも：内堀美咲
- 美緒：杜けあき
- 堀田釆女：津嘉山正種
- 秋月梅軒：本田博太郎
- 北国屋儀兵衛：浜田晃
- 大河内飛騨守：和崎俊哉
- 青龍：藤原喜明
- 石村：伊吹剛
- 白蛇：石倉英彦
- 政吉：瀬野和紀
- おみな：森田恵美
- およう：山本容子
- おみつ：新村あゆみ
- おさえ：金沢さえこ
- 虎吉：川藤幸三
- 辰吉：橋本真也
- おたね：宮本真希
- 黒龍：古田新太
- 福本清三
- 山口幸晴
- 峰蘭太郎
- 浅田祐二
- 山内紅実
- 空田浩志
- 中村裕一
- 宇谷玲

內容

幕府因為佐渡奉行堀田采女在出雲崎代官所被盜賊暗殺的事件而動盪不安。據傳殺害奉行的「不知火黨」是一群女人，她們正試圖解救被強徵到秘密金礦場奴役的丈夫。佐渡島被一個名叫「鬼火一族」的暴力集團統治，官方對此視而不見，幕府供應商北國屋也提供資助予鬼火一族。滅火組長榮五郎兄妹前往佐渡為父掃墓也捲入這起事件。吉宗首先應徵北國屋的保鏢以接近惡黨，更親自前往佐渡島調查，在參與北國屋宴席與前往佐渡賭場探查時，兩度被不知火黨的頭目誤會是官方人員而射殺未果，吉宗嘗試解開不知火黨人的誤會，開始一連串的了解詳情與冒險旅程。過程中吉宗一度有生命危險，但在經不知火黨人救治後與她們相依為命並逐漸康復，陸續突破重圍直搗鬼火一族的據地。南町奉行大岡忠相奉命暫代佐渡奉行，救出了所有被強徵的礦工，不知火黨人得以與丈夫們重新團聚。擊倒北國屋與鬼火一族所有壯漢後，累得剩下半條命的吉宗前往礦山深處的宮殿，意外發現黑幕竟然是前佐渡奉行、已經佔島為王的「佐渡將軍」堀田采女，他並沒有被殺害。吉宗閃躲堀田的毒針攻擊，運氣好消耗掉堀田所有的毒針，經一番激烈打鬥後吉宗制裁了堀田。其中一位強壯的鬼火一族成員青龍，窮盡最後一口氣拉下機關致使據地與秘密金礦場倒塌，吉宗幸運逃出。

### 暴坊將軍 春季特別篇
2004年3月29日
演出人員：
- 德川吉宗（德田新之助）：松平健
- 南町奉行·大岡忠相：田村亮
- 御側御用取次·橫川勘十郎：神山繁
- 滅火組組長·榮五郎：松村雄基
- 滅火組小伙子·仙太：長田昭彥
- 滅火組小伙子·歲松：上野秀年
- 榮五郎妹·阿杏：石野陽子
- 阿杏之女·小桃：內堀美咲
- 御庭番·五郎太：篠塚勝
- 御庭番·楓：村井美樹
- 南町公安·關前朝之介：真砂皓太
- 吉宗生母·由利夫人：中村玉緒
- 飯田常森：片岡鶴太郎（特別出演）
- おたき：山田邦子
- おえい：かとうかずこ
- 蔦屋：鈴木ヒロミツ
- 北倉照光：大林丈史
- 太助：赤塚真人
- 倫太郎：染谷将太
- 笑太：木村大貴
- 旁白：若山弦藏

內容

演員不但替換還有新增，如：從系列IX第16集開始飾演爺的名古屋章在最終回特別篇後去世後，改為神山繁演出爺的角色；御庭番的大森貴人、松永香織替換成篠塚勝、村井美樹。在固定班底當中唯一沒登場的是小組長峰次。
另外，不知是否受到《末代武士》賣座的影響，在劇中總是飾演被砍殺的無名小卒或配角的福本清三，在這次變身為相當重要的敵方劍豪，並在壓軸的武打場面中登場。而且，不知是否當作慶祝，福本演出過去未曾演過的二刀流大鬧特鬧，還在武打場面中大顯身手。

### 戲劇特別篇 暴坊將軍
2008年12月29日19:00～20:54播映，收視率10.9%。
演出人員：
- 德川吉宗（德田新之助）：松平健
- 南町奉行・大岡忠相（第3代）：大和田伸也
- 御側御用取次・加納五郎左衛門（第2代）：伊東四朗
- 滅火組組長・辰五郎（第2代）：堺正章
- 辰五郎妻・おさい（第4代）：岡本麗
- 吉宗生母・由利之方：中村玉緒
- 中村藩士・高岡左馬之介：永島敏行
- 加代：浅野ゆう子
- 秋月薫：池上季実子
- 慈恵：神山繁
- 千春：黒川芽以
- 半次郎：梨本謙次郎
- 御庭番・佐助：松田悟志
- 御庭番・螢：松永京子
- 阿玉：金子さやか
- 山内直忠：林泰文
- 阿萬之方：川上麻衣子
- 瀧澤監物：目黒祐樹
- 山内豐春：きたろう
- 千坂平内：片桐龍次
- 森田帶刀：真砂皓太
- 冰室半蔵：田宮五郎
- 橋本相模守：山田明郷
- 稻葉但馬守：中原丈雄
- 寅吉：工藤公一
- 傳八：建藏
- 千太：本山力
- おたみ：石原身知子
- 權六：下元佳好
- 源太：柴田裕司

### 新・暴坊將軍
於2025年1月4日21:00播放，為距上回特別篇時隔17年的全新故事作品。於2024年11月29日正式公佈投入製作，由三池崇史導演、大森美香編劇。並於翌月12月12日發表出演演員名單。飾演辰五郎的演員由生瀨勝久接任演出，而第三輯出演其妻小梢的高島禮子亦回歸劇組演出。
演出人員：
- 德川吉宗（德田新之助）：松平健
- 德川家重（德長福太郎）：西畑大吾（浪花男子）
- 德川宗武：駒木根葵汰
- 德川宗春：GACKT（特別演出）
- 家重的隨從·大岡忠光：木村了
- 滅火組組長·辰五郎：生瀨勝久
- 辰五郎妻·小梢：高島禮子
- おきぬ：藤間爽子
- 旗本·本間要治郎：小澤征悦
- 奉行·大岡忠相：勝村政信
- 加納五郎左衛門：小野武彦
- 蘭丸：內藤秀一郎

## 主題曲
片頭曲
- I~VIII：暴坊將軍主題曲（作曲：菊池俊輔）
- IX：「未來」（歌：北島三郎，作詞：大地土子，作曲：原讓二（北島三郎），編曲：宮崎慎二）
- X：無片頭曲
- XI、XII：「輝」（歌：北島三郎，作詞、作曲：大地土子）

片尾曲
- I、II：（歌：北島三郎，作詞、作曲：原讓二（北島三郎），編曲：池多孝春）
- III、IV：（歌：北島三郎，作詞、作曲：原讓二（北島三郎），編曲：鈴木操）
- V~VII：「男道」（歌：北島三郎，作詞、作曲：原讓二（北島三郎），編曲：鈴木操）
- VIII：（歌：北島三郎，作詞、作曲：原讓二（北島三郎），編曲：鈴木操）
- IX：無片尾曲
- X、第800集特別篇：「未來」（歌：北島三郎，作詞：大地土子，作曲：原讓二（北島三郎），編曲：宮崎慎二）
- XI、XII：無片尾曲
- 最終回特別篇、春季特別篇：「輝」（歌：北島三郎，作詞、作曲：大地土子）

插入歌
- II~III：（歌：松平健，作詞、作曲：中山大三郎，編曲：矢野立美）
- IV：「花」（歌：松平健，、作詞、作曲、編曲：喜納昌吉）
- V~VII：（歌：松平健，作詞：上川輝子，作曲：久保進一，編曲：矢野立美）
- VIII：（歌：松平健，作曲：久保進一，編曲：前田俊明）
- X：（歌：松平健，作曲：柴田遊，編曲：櫻庭伸幸）

## 趣聞
- 在藤澤亨的漫畫作品《GTO》單行本第6集中，主角鬼塚英吉踏入接受全國中學模擬考的陷阱，為了幫他準備考試，同事冬月梓老師考他「德川第八代將軍是誰？」，結果鬼塚很沒自信地答：「這個嘛…松平健…」；在電視劇中則充滿自信地答：「德川第八代將軍是松平健；第十五代將軍是本木！」
- 在《週刊少年Jump》中連載的《烏龍派出所》（秋本治）單行本第117集裡，歷史評論家在述說龜有相關歷史：「龜有地方，第八代將軍吉宗曾來此放鷹捕鳥。」，主角兩津勘吉突然驚異道：「哇塞！松平健居然會來龜有這地方啊。」
- 在夏威夷，因無線電視台KIKU-TV（日语：KIKU）也有播放英文字幕的暴坊將軍（標題用“Abarenbo Shogun”），所以松平健在當地日僑心目中被認知為“Shogun Yoshimune”（將軍·吉宗）。
- 2004年藤商事發表了柏青哥「CR暴坊將軍」並在全日本的小鋼珠店皆有設置；在2006年亦發表了第2彈「CR暴坊將軍2」，預計再發表柏青哥型角子機。
- 直到最近都還流傳著松平健平常也頂著武士髮髻的謠言，原因大概是暴坊將軍給人相當強烈的印象所致。在姬路城錄影時有影迷來拜訪松平健，卻對沒戴武士髮髻假髮的松平健說：「我來這裡要見的不是你而是松平健才對！」
- 當歷史考題中出現「江戶幕府第八代將軍德川吉宗的別名稱為將軍？」也有學生會無意間填上「暴坊」的笑話。（正確答案為「米」）
- 在仲間由紀惠與阿部寬主演的《圈套》劇場版裡，仲間由紀惠接受了「系節村青年團」的委託，到系節村裡去假扮每300年才出現一次的解救村民的神。在她過夜的地方，也就是青年團本部裡，電視裡所有的節目都是暴坊將軍，青年團團長不好意思地說：「電視裡只看得到暴坊將軍，其他的都看不到，都怪這兒位於太深山裡了，真對不起，很無趣吧！」。只見仲間由紀惠喜形於色地說：「才不會呢！這樣不是很好嗎？」，一面還喜孜孜地摸著老舊的節目表喃喃地說：「真希望能一輩子都住在這兒。」，只見面面相覷的青年團長與副團長露出驚訝的神情。
- 同樣，在2010年的圈套電影版中，由於松平健飾演反派。劇中也出現了騎白馬以及「你忘了余之容顏嗎?」的搞笑台詞。
- 松平健在假面騎士OOO WONDERFUL 將軍與21枚核心硬幣中客串演出德田新之助
- 在日劇王牌大律師第二季中，主角古美門研介(堺雅人飾)的夢中曾出現醍醐實總檢察官(松平健飾)手持武士刀、頭頂武士髮髻的古裝形象，明顯是在向暴坊將軍致敬。另在NG片段中，松平健將死者德永的姓誤唸成德川，引起大爆笑。